# ビラフンダ・サヤドー U.コウィダ
ビラフンダ・サヤドー U.コウィダ（英: Billafunda Sayadaw U. Kowida ）は、ミャンマーの僧侶。阿羅漢果を成し遂げたとされる。彼は2020年9月30日の時点で1112歳を名乗っていることで有名。

## 概要
ミャンマーで阿羅漢果を成したという。本人によると908年、南詔時代の生誕。彼のその主張が正しければ、現時点で世界で最も長寿な人物であり、2020年時点で1112歳以上である、ということになる。彼は2020年9月にインターネット上で世界に向けてのメッセージを送っており、これが最近の生存確認である。ただし、この主張は大いに疑われており、現代における最も極端な主張といわれる。彼の死亡は現在報道されていない。